# Mein Land
"Mein Land" é um single da banda alemã Rammstein, Foi lançado como single da coletânea "Made in Germany 1995-2011", em 11 de novembro de 2011 na Alemanha, Áustria e Suíça e no resto do mundo em 14 de novembro. A arte da capa é baseada na capa do álbum Surfer Girl do The Beach Boys.

## Vídeo
O videoclipe de "Mein Land" foi filmado em 23 de maio de 2011 em Sycamore Cove State Beach, em Malibu, Califórnia. Foi dirigido por Jonas Åkerlund e retrata os membros da banda em trajes casuais e de praia dos anos 60. Mostra também uma festa enquanto palavras descrevem a festa na praia. Perto do final do vídeo, ele corta para 2012 e mostra a banda tocando na mesma praia, mas vestida com os trajes da banda com lançando chamas ao redor do palco e seus instrumentos também em chamas. Durante a performance de palco, cada membro da banda tem uma pintura facial semelhante a Brandon Lee no filme O Corvo. O videoclipe foi lançado em 11 de novembro de 2011.

## Faixas

### CD
| N.º            | Título                                | Duração |  |
| 1.             | "Mein Land"                           | 3:53    |  |
| 2.             | "Vergiss uns nicht"                   | 4:10    |  |
| 3.             | "My Country" (Remix por The BossHoss) | 4:08    |  |
| 4.             | "Mein Land" (Mogwai Mix)              | 4:30    |  |
| Duração total: | Duração total:                        | 16:40   |  |

### Vinil 7"
| N.º            | Título              | Duração |  |
| 1.             | "Mein Land"         | 3:53    |  |
| 2.             | "Vergiss uns nicht" | 4:10    |  |
| Duração total: | Duração total:      | 8:02    |  |

## Desempenho nas paradas
| Paradas (2011)                        | Posição |
| ------------------------------------- | ------- |
| Alemanha (Offizielle Deutsche Charts) | 5       |
| Áustria (Ö3 Austria Top 75)           | 9       |
| Suíça (Schweizer Hitparade)           | 21      |